# Конрад из Пьяченцы
Святой Конрад из Пьяченцы (Коррадо Конфалоньери; итал. Corrado Confalonieri, 1290, Календаско, Пьяченца — 19 февраля 1351, Ното) — итальянский кающийся, францисканский отшельник-терциарий.

## Биография

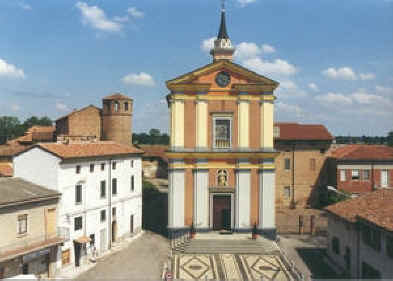
Церковь в Календаско с замком, где родился святой Конрад (слева на заднем плане)

### Ранняя жизнь
Коррадо Конфалоньери родился в 1290 году в одной из самых знатных семей Пьяченцы в городе Календаско, феоде его семьи. В юном возрасте женился на молодой аристократке по имени Ефросина и, несмотря на благочестие, вёл обычный образ жизни дворянина.
Однажды на охоте в своём феоде Конфалоньери приказал слугам поджечь хворост, в котором укрылась дичь. Из-за сильного ветра пламя быстро распространилось на близлежащие поля и лес. Крестьянина, которого случайно увидели рядом с местом, где начался пожар, обвинили в поджоге, заключили в тюрьму, под пытками заставили признаться в преступлении и приговорили к смертной казни. Когда человека вели на казнь, раскаявшийся Конфалоньери публично признал свою вину перед Синьорией города. В качестве наказания и возмещения причинённого ущерба город конфисковал всё его имущество, но помиловал из-за его благородного происхождения.

### Кающийся францисканец
Потерявшие всё имущество и ищущие покаяния Конрад и его жена увидели в произошедшем Божий промысел. В 1315 году они решили разойтись. Конрад удалился в отшельнический скит недалеко от Календаско, присоединившись к общине францисканских отшельников-терциариев, а его жена стала монахиней, уйдя в местный монастырь клариссинок.
Конрад быстро заработал репутацию праведника, а неиссякаемый поток посетителей лишил его всякой надежды на уединение. Он совершил паломничество в Рим, а оттуда в Святую Землю и на Мальту. Приблизительно в 1340 году отправился в Палермо на Сицилии, где его направили в уединенное место в долине Валь-ди-Ното. Там, после многих лет скитаний, он нашёл пристанище в гроте (ныне названном в его честь) и жил там в уединении и покаянии, творя многочисленные чудеса и пророчествуя.
В 1343 году Конрад почувствовал призвание служить людям и отправился в город Нетум, где в течение последующих двух лет ухаживал за больными в больнице Святого Мартина. Он жил в ските при церкви Распятого Христа, где также обитал блаженный Гульельмо Буккери, бывший конюший короля Сицилии Федериго III. Конрад регулярно возвращался в свой грот, чтобы помолиться. Его слава была так велика, что в 1348 году епископ Сиракуз Джакомо де Франкис отправился в его скит и попросил помолиться об облегчении голода, поразившего остров.
Конрад умер во время молитвы, стоя на коленях перед распятием, 19 февраля 1351 года, как сам и предсказал. По его просьбе тело было погребено в главном городском храме, церкви святого Николая. Город был разрушен землетрясением в 1690-х годах, и останки Конрада были перенесены в новую одноимённую церковь в городе на новом месте, ныне называемом Ното.

## Почитание
Беатифицирован 12 июля 1515 года папой Львом X, канонизирован 2 июня 1625 года папой Урбаном VIII.
Нетленные мощи святого находятся в соборе святого Николая в Ното на Сицилии.
День памяти — 19 февраля.